# Wolfgang Unger (Kapellmeister)
Wolfgang Unger (* 31. Dezember 1948 in Eibenstock; † 19. April 2004 in Halle (Saale)) war ein deutscher Kapellmeister, Chorleiter und Hochschullehrer in Halle und Leipzig.

## Leben

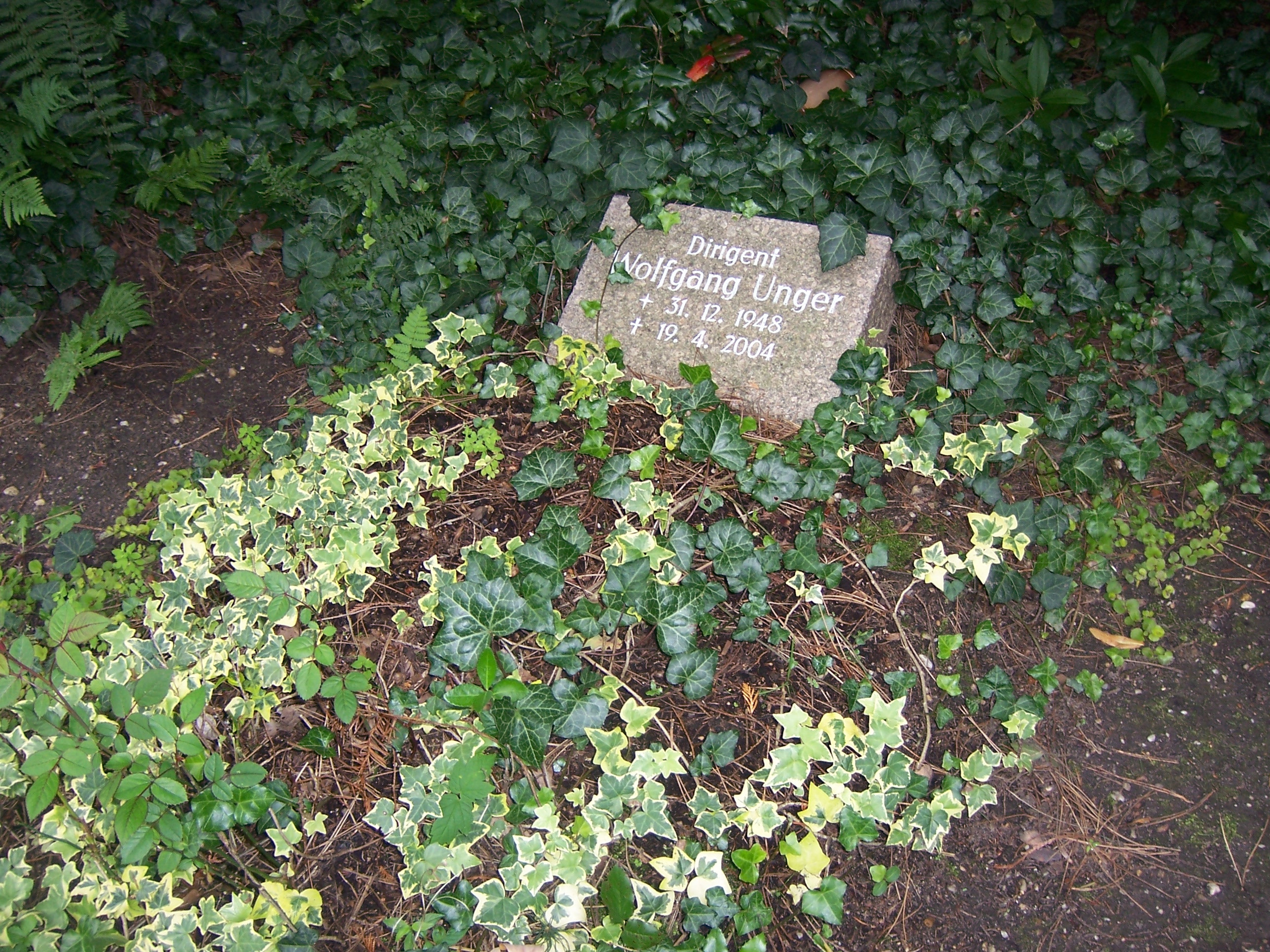
Grabstätte Wolfgang Unger auf dem Südfriedhof in Leipzig

Unger wurde an der Dresdner Kreuzschule ausgebildet und sang im Kreuzchor unter Rudolf Mauersberger. Er war dort von 1965 bis 1967 Erster Chorpräfekt. Anschließend studierte er in Weimar Chor- und Orchesterleitung.
Im Jahr 1969 gründete er den Thüringischen Akademischen Singkreis, den er bis 1996 leitete. 1973 wurde Unger zum Kapellmeister und Chordirektor des Philharmonischen Staatsorchesters Halle berufen. Außerdem war er Direktor der Robert-Franz-Singakademie Halle. Im Jahr 1985 erhielt er den Händelpreis des Bezirkes Halle.
Im Herbst 1987 übernahm Wolfgang Unger die künstlerische Leitung des Leipziger Universitätschores. Im Jahr 1991 wurde er zum Universitätsmusikdirektor der Universität Leipzig berufen. Außerdem unterrichtete er das Fach Chorleitung/Dirigieren an der Hochschule für Musik und Theater „Felix Mendelssohn Bartholdy“ Leipzig sowie an der Leipziger Universität.
Nach der Entlassung von Hans-Joachim Rotzsch wurde Unger 1991 Thomaskantor ad interim, bis 1992 Georg Christoph Biller eingestellt wurde. Mit der Gründung des Pauliner Kammerorchesters im Jahr 1992 und des Pauliner Barockensembles im Jahr 1994 rief Unger die Leipziger Universitätsmusik ins Leben. In der Diskussion um die Neugestaltung des Universitätsgeländes setzte sich Unger für den Wiederaufbau der Universitätskirche St. Pauli ein. Im Jahr 2003 wurde Unger zum außerplanmäßigen Professor ernannt.
Im Alter von 55 Jahren starb Wolfgang Unger an einer Krebserkrankung. Im Trauergottesdienst, der am 26. April 2004 in der Leipziger Thomaskirche stattfand, nahmen die drei Chöre Thüringischer Akademischer Singkreis, Thomanerchor und Leipziger Universitätschor Abschied von ihrem ehemaligen Leiter.
Wolfgang Unger war Vater des Kirchenmusikers Johannes Unger.

## Veröffentlichungen
- Wege zum Dirigieren. Die Grundlagen der Dirigiertechnik. Edition Merseburger, Kassel 2001, ISBN 3-87537-301-4